# Brian Cross
Brian Cross (Barcelona, España) es DJ, productor y empresario español. Ha trabajado con grandes artistas como Armin Van Buuren, Ricky Martin, Yandel, Sophie Ellis Bextor, Robbie Rivera, Inna, Leah Labelle y Nelly Furtado entre otros. En 2015 firmó con Ultra Music.
Brian Cross fue también el creador del festival POPSTAR en Amnesia Ibiza que contaba con grandes artistas como Mónica Naranjo, Hardwell, Avicii, Marta Sánchez, Cedric Gervais e iconos del pop como Pitbull, Nelly Furtado, Inna, Sophie Ellis Bextor y muchos más.
Durante 2013 y 2014 fue el director artístico y Dj residente de la marca Supetmartxe en Ibiza. En 2014 fichó por Ushuaia Ibiza y Hard Rock Hotel Ibiza para compartir escenario durante la temporada de verano con Snoop Dogg, Robin Thicke, Jason Derulo, Pitbull, Kylie Minogue, The Prodigy, Nile Rodgers, Ellie Goulding, Placebo e Icona Pop.Desde 2017 y hasta la actualidad Brian Cross es el Head of electronic music de Live Nation España, y es el responsable de macro festivales como BBF o Gozo Festival entre muchos otros. Además es el representante de artistas electrónicos más importante de España, entre ellos de Armin Van Buuren, Tiesto, Timmy Trumpet, Hardwell , Claptone,Korolova, Mathame y muchísimos más.  

## Discografía
Álbumes
- "Darkness to Light" (2016)
- "Pop Star, The Album" (2013)

Singles
- Brian Cross ft Lali - Firestarter // Sony Music (2016)
- Brian Cross ft Miguel Bosé - Hielo // Sony Music (2016)
- Brian Cross ft Yandel - Baile y Pasión // Sony Music (2016)
- Brian Cross ft Vein, IAMCHINO & Two Tone - Faces & Lighters // Sony Music (2016)
- Brian Cross & 2Maniaks - Fat Beat // Dirty Dutch (2016)
- Brian Cross ft Angelika Vee - "Unbreakable" // Ultra Music (2015)
- Edurne ft Brian Cross - "Amanecer" // Sony Music (2015)
- Ricky Martin ft Brian Cross - "Disparo al Corazón" // Sony Music (2015)
- Marco V & Brian Cross - "Squeezed" // Ultra Music (2015)
- Brian Cross & 2Maniaks - "Take Me" // Ultra Music (2015)
- Brian Cross ft Daniel Gidlund - "Soldier" // Sony Music (2013)
- Brian Cross ft Leah Labelle - "Shotgun" // Sony Music (2013)
- Brian Cross ft Inna - "Boom Boom" // Sony Music (2003)
- Brian Cross ft Sophie Ellis Bextor - "Save Myself" // Sony Music (2013)
- Brian Cross ft Daniel Gidlund - "Together" Sony Music (2012)
- Brian Cross ft Recardo Patrick - "Why Don't you" // Sony Music (2011)
- Brian Cross ft Mónica Naranjo - "Dream Alive" - Sony Music
- Brian Cross ft Keneida - Waiting // "In Charge - Be Yourself" (2009)
- Brian Cross - "4U" // Armada Music (2008)

Remezclas
- TINI - Great Escape (Brian Cross remix) // Universal Music (2016)

- Nervo ft Child of Lov - People Grinnin' (Brian Cross remix) // Big Beat Records (2016)
- Alx Veliz - "Dancing Kizomba" (Brian Cross remix) // Universal Music (2016)
- Ricky Martin - "Mordidita" (Brian Cross remix) // Sony Music (2015)
- Ricky Martin - "Vida" (Brian Cross remix) // Sony Music (2014)
- Innocence - "Jeopardy" (Brian Cross remix) // Sony Music
- David Bisbal - "Esclavo De Sus Besos" (Brian Cross Remix) // Universal Music
- Marco V - "Solitary Confinement" (Brian Cross remix) // In Charge - Be Yourself (2009)
- Robbie Rivera - "Back To Zero" (Brian Cross remix) // In Charge - Be Yourself (2008)
- Marco V - "Dudak" (Brian Cross remix) // In Charge - Be Yourself (2008)
- Robbie Rivera - "Float Away" (Brian Cross remix) // Ultra Music (2007)
- Elastika - "Rush" (Brian Cross remix) // Armada Music (2007)
- Armin Van Buuren - "Burned with desire" (Brian Cross remix) // Armada Music (2004)

## Mixes
- KU Music Radio Show #65 w/ Brian Cross[4]
- Glowinthedark - Lightstate #31 w/ Brian Cross[5]
- Amnesia Ibiza DJ Sessions Vol 1 - mixed by Marco V & Brian Cross
- Amnesia Ibiza DJ Sessions Vol 2 - mixed by Marco V & Brian Cross
- Amnesia Ibiza DJ Sessions Vol 3 - mixed by Tocadisco & Brian Cross
- Amnesia Ibiza DJ Sessions Vol 4 - mixed by Benny Benassi & Brian Cross
- Amnesia Ibiza DJ Sessions Vol 5 - mixed by Seb Fontaine & Brian Cross
- Amnesia Ibiza DJ Sessions Vol 6 - mixed by Brian Cross & Michael Woods
- Amnesia Ibiza DJ Sessions Vol 7 - mixed by Brian Cross & Hardwell

## Radio Show
Brian Cross Radio Show at Europa FM
Cada fin de semana Brian Cross presenta su programa de radio semanal en Europa junto con sus invitados por excelencia Armin Van Buuren, Hardwell, y Yves V. También cuenta con la colaboración de W&W, Chuckie y Nervo.